# 锡默塔尔
锡默塔尔是德国莱茵兰-普法尔茨州的一个市镇。总面积8.08平方公里，总人口1896人，其中男性967人，女性929人（2011年12月31日），人口密度235人/平方公里。